# Irina Dunn
Irina („Patsi“) Dunn (offiziell Patricia Irene Dunn, geboren am 17. März 1948 in Shanghai) ist eine australische Schriftstellerin, Sozialaktivistin, Filmemacherin und Politikerin, die von 1988 bis 1990 dem Australischen Senat angehörte. Dunn war von Dezember 1992 bis 2008 Geschäftsführerin des New South Wales Writers’ Centre.

## Jugend und Ausbildung
Dunn wurde in Shanghai als Tochter von Raisa Andreevna (geb. Yakimenko) und Timothy Edward Dunn geboren. Ihre Mutter war Ukrainerin, ihr Vater Chinese (geb. in Shanghai) mit gemischter irischer, portugiesischer und chinesischer Abstammung. Timothy Edward Dunn hatte Verbindungen zur regierenden Kuomintang-Partei und arbeitete für die North China Daily News, einer Tageszeitungsausgabe der Wochenzeitung The North China Herald. 1949, nach Ende des chinesischen Bürgerkriegs, als die Kommunisten über die Nationalisten gesiegt hatten, floh die Familie nach Hongkong.

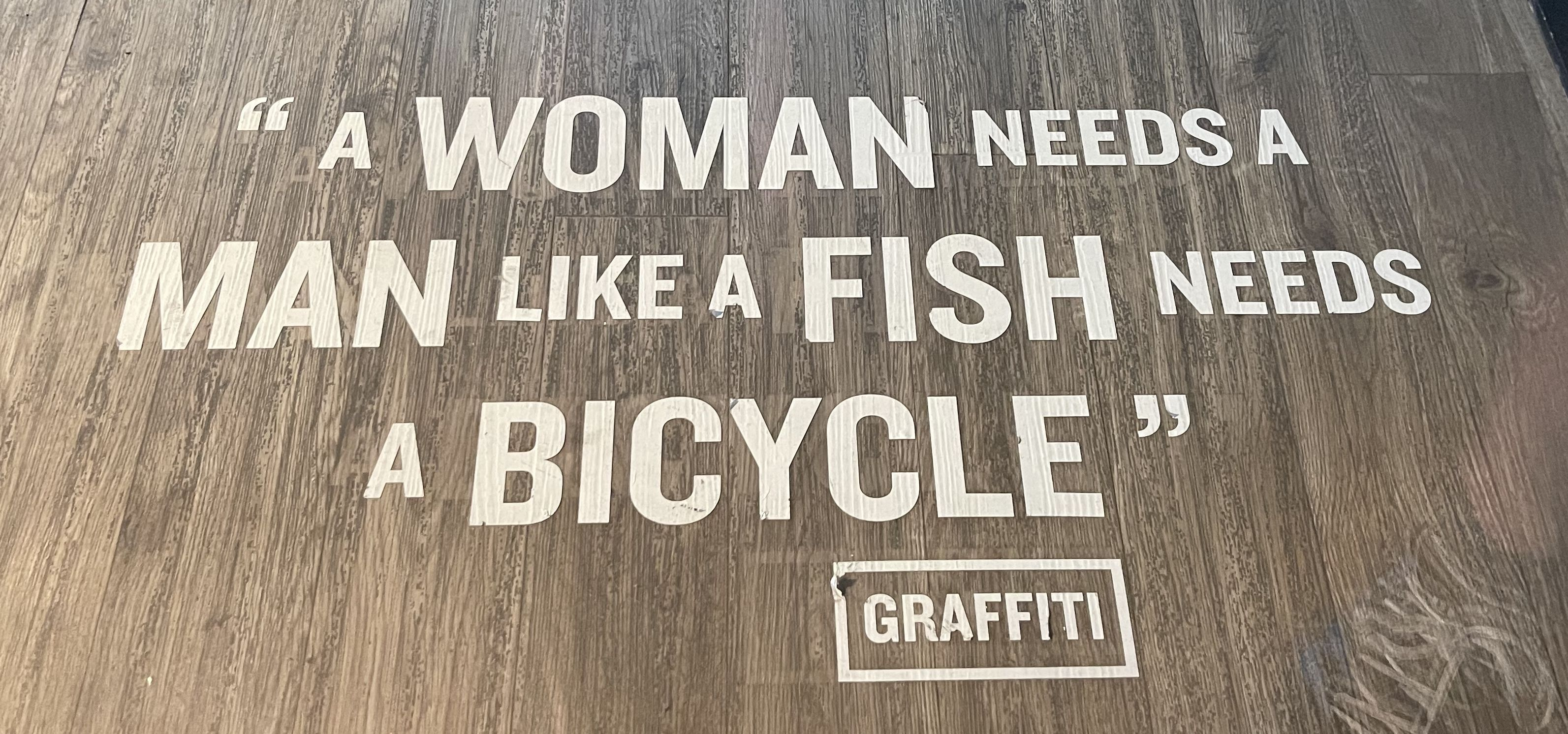
Dunns Aphorismus

In den frühen 1950er Jahren wanderte die Familie nach Australien aus und ließ sich in Sydney nieder, zuerst in Cammeray, dann Mosman. Einige Jahre später ließen sich Dunns Eltern scheiden. Nach dem Konkurs des Vaters im Jahr 1962 zog die Mutter mit Irina und ihrem jüngeren Bruder Sean nach Ashfield. Zuvor hatte Irina die anglikanische Privatschule SCEGGS Redlands besucht; ihren Abschluss machte sie an der Strathfield Girls High School.

Dunn studierte an der University of Sydney englische Literatur und Sprache und schloss 1971 mit Auszeichnung (honours degree) ab; zusätzlich erlangte sie ein Graduierten-Diplom in Russisch von der Macquarie University. Während ihrer Studienzeit prägte die 22-Jährige den berühmten Aphorismus A woman needs a man like a fish needs a bicycle. („Eine Frau braucht einen Mann wie ein Fisch ein Fahrrad braucht“), den Gloria Steinem aufgriff und unter Feministinnen populär machte.

1974 erhielt Dunn die australische Staatsbürgerschaft.

## Berufliche Karriere

### Frühe Jahre
Nach der Ausbildung arbeitete Irina Dunn zunächst drei Jahre als Tutorin für englische Literatur im Fachbereich Englische Literatur der Sydney University, eröffnete dann ein französisches Restaurant in Balmain und arbeitete schließlich als Redakteurin (senior editor) bei Pergamon Press. Hier machte sie erstmalig mit ihrem Aktivismus auf sich aufmerksam. 1977 beschwerte sich Dunn bei einer Personalvermittlungsfirma über Sexismus in deren Anzeigen. Weil sie dem Brief mit ihrer persönlichen Meinung aber ihre professionelle Visitenkarte beifügte, wurde sie bei Pergamon entlassen – eine Aktion, die in Sydney Schlagzeilen auf der Titelseite des Sydney Morning Herald machte. Zwei Wochen später wurde sie als freie Mitarbeiterin wieder eingestellt.

### Soziale Aktivitäten
Ab 1979 war sie im Strafvollzug beim New South Wales Department of Corrective Services als Herausgeberin der Zeitschrift INprint angestellt. Durch Kontakte mit Gefangenen engagierte sich Dunn bis in die frühen 1980er Jahren in einer Kampagne zur Freilassung von Tim Anderson, Ross Dunn und Paul Alister, die in den Bombenanschlag auf das Hilton Hotel in Sydney am 13. Februar 1978 (drei Tote und elf Verletzte) verwickelt waren. Die letztendliche Freilassung 1985 bezeichnete Dunn später als ihren größten Erfolg.

### Dokumentarfilme
Als Koproduzentin und Regisseurin des Films Frame-up: Who Bombed the Hilton, Who Didn't? verarbeitete Dunn den Bombenanschlag auf das Hilton Hotel und die Folgen für drei Mitglieder der Ananda-Marga-Sekte, die in diesem Fall verdächtigt und 1979 wegen Verschwörung zum Mord in anderer Sache verurteilt worden waren. Dunns Film, den der Sydney Morning Herald als „scharf, klar und akribisch recherchiert“ bezeichnete, war ein wichtiger Beitrag zur Kampagne für die Freilassung der drei Männer, die 1985 schließlich begnadigt wurden.

Im Jahr 1984 drehte Dunn einen weiteren Film, Fighting for Peace, über weibliche Friedensaktivisten.

### Politik
Im Jahr 1988 wurde Dunn als Vertreterin der Nuclear Disarmament Party (Partei für nukleare Abrüstung (NDP), Partei für nukleare Abrüstung; Dunn war 1984 Gründungsmitglied dieser Partei) als Senatorin für New South Wales in den Senat gewählt. Sie erhielt ihr Mandat unter ungewöhnlichen Umständen, nachdem der ursprünglich bei den Wahlen 1987 gewählte Vertreter dieser Partei, der Brite William Robert Wood gemäß Abschnitt 44 der australischen Verfassung vom Sitz, den er bei den Parlamentswahlen am 11. Juli 1987 (und bis zum 30. Juni 1990) gewonnen hatte, ausgeschlossen worden war, da er nicht die australische Staatsbürgerschaft besaß. Der High Court of Australia, der als "Court of Disputed Returns" tagte, entschied, dass eine Neuauszählung der Stimmen für den Senat von New South Wales möglich sei, und Dunn, die als zweite Person auf dem Senatsticket der NDP für New South Wales stand, wurde gewählt. In dieser Zeit war Dunn im Senatsausschuss Foreign Affairs, Defense and Trade (Auswärtige Angelegenheiten, Verteidigung und Handel) tätig und zeichnete verantwortlich für den Bericht Visits to Australia by Nuclear Powered or Armed Vessels (Besuche von atomgetriebenen oder bewaffneten Schiffen in Australien).

Nachdem Wood die australische Staatsbürgerschaft erhalten hatte, forderte die NDP Dunn auf, ihren Sitz nun zu Gunsten Woods aufzugeben. Doch Dunn weigerte sich, was zu einem Misstrauensvotum gegen sie führte. Sie trat am 22. August 1988 aus der NDP aus und saß ab dann als Unabhängige im Parlament. Sie war von 1988 bis zum 30. Juni 1990 Senatorin, unterlag aber bei den Wahlen 1990 als Spitzenkandidatin der Partei Irina Dunn Environment Independents mit weniger als 1 % der Stimmen.

Nach ihrer Arbeit im Senat kandidierte Dunn 1999 auch für den Bezirk Balmain/Rozelle im Stadtrat von Leichhardt auf der Liste der "Community Independents", hatte aber keinen Erfolg. Gleichzeitig half sie bei der Gründung der Organisation Women Into Politics (Frauen in die Politik) beteiligt und publizierte A Women’s Charter for Political Reform 2001 (2001 Charta der Frauen für eine politische Reform).

### Schriftstellerei
Bereits vor ihrer Wahl in den Australischen Senat war Dunn Herausgeberin der Filmzeitschrift Encore. Nach ihrer politischen Karriere wurde Dunn im Dezember 1992 Geschäftsführerin (executive director) des New South Wales Writers’ Centre. Während dieser Zeit schrieb sie das Buch The Writer's Guide: A Companion to Writing for Pleasure or Publication. Im Jahr 2008 trat sie zurück.

Neben einer Anzahl weiterer Werke war Dunn Mitautorin von A Natural Legacy: Ecology in Australia, einem frühen Lehrbuch über die australische Umwelt.

Derzeit ist sie Direktorin der ID Editing and Publishing Consultancy, die Dienstleistungen und Hilfe für einzelne Autoren bei deren Veröffentlichungsprojekten bietet.

## Privatleben
Am 3. Mai 1981 heiratete Irina Dunn Brett Anthony Collins, einen verurteilten Bankräuber, der zum Gefängnisaktivisten und Koordinator der Non-Profit-Organisation Justice Action wurde, den sie bei ihrer Arbeit als Redakteurin der Gefängniszeitschrift INprint kennengelernt hatte. Sie trennten sich innerhalb weniger Jahre und ließen sich 1984 einvernehmlich scheiden. Während dieser Zeit engagierte sich Dunn für politische und soziale Themen.

## Werke
- Dokumentarfilm Frame-Up: Who Bombed the Hilton, Who Didn't? (1983)
- Dokumentarfilm Fighting For Peace: A History of the Australian Women's Peace Movement (Sydney: Film Australia, 1984)
- A Natural Legacy: Ecology in Australia (Mitherausgeberin; Sydney: Pergamon, 1979; 1986)
- Aspirations and Obstacles: Papers from the second Women Into Politics Workshop (Herausgeberin; Sydney: Women Into Politics, 1994)
- The Bioregions of New South Wales: A Practical Guide to the Assessment of their Biodiversity (Herausgeberin; National Parks and Wildlife Service, 2002)
- The Writer's Guide: A Companion to Writing for Pleasure or Publication (Sydney: Allen & Unwin, 1999; 2002)